# Abdelrahman Moustafa
Abdelrahman Moustafa (El Cairo, 5 de abril de 1997) es un futbolista egipcio, nacionalizado catarí, que juega en la demarcación de centrocampista para el Al Ahli SC de la Liga de fútbol de Catar.

## Selección nacional
Tras jugar en varias categorías inferiores de la selección, finalmente debutó con la selección de fútbol de Catar el 7 de septiembre de 2018 en un partido amistoso contra China que finalizó con un resultado de 1-0 tras el gol de Almoez Ali.

## Clubes
| Club                  | País  | Año       | Partidos | Goles |
| --------------------- | ----- | --------- | -------- | ----- |
| Al-Duhail SC          | Catar | 2016-2018 | 20       | 3     |
| Al Ahli SC (cedido)   | Catar | 2018-2020 | 27       | 5     |
| Al-Duhail SC          | Catar | 2020      | 17       | 2     |
| Al-Wakrah SC (cedido) | Catar | 2021      | 11       | 3     |
| Al-Duhail SC          | Catar | 2021      | 2        | 2     |
| Al-Arabi SC (cedido)  | Catar | 2021-2022 | 16       | 1     |
| Al-Duhail SC          | Catar | 2022-2023 | 26       | 6     |
| Al-Markhiya SC        | Catar | 2023-2024 | 11       | 0     |
| Al Ahli SC            | Catar | 2024-     | 19       | 2     |